# Вазописец Илиуперса

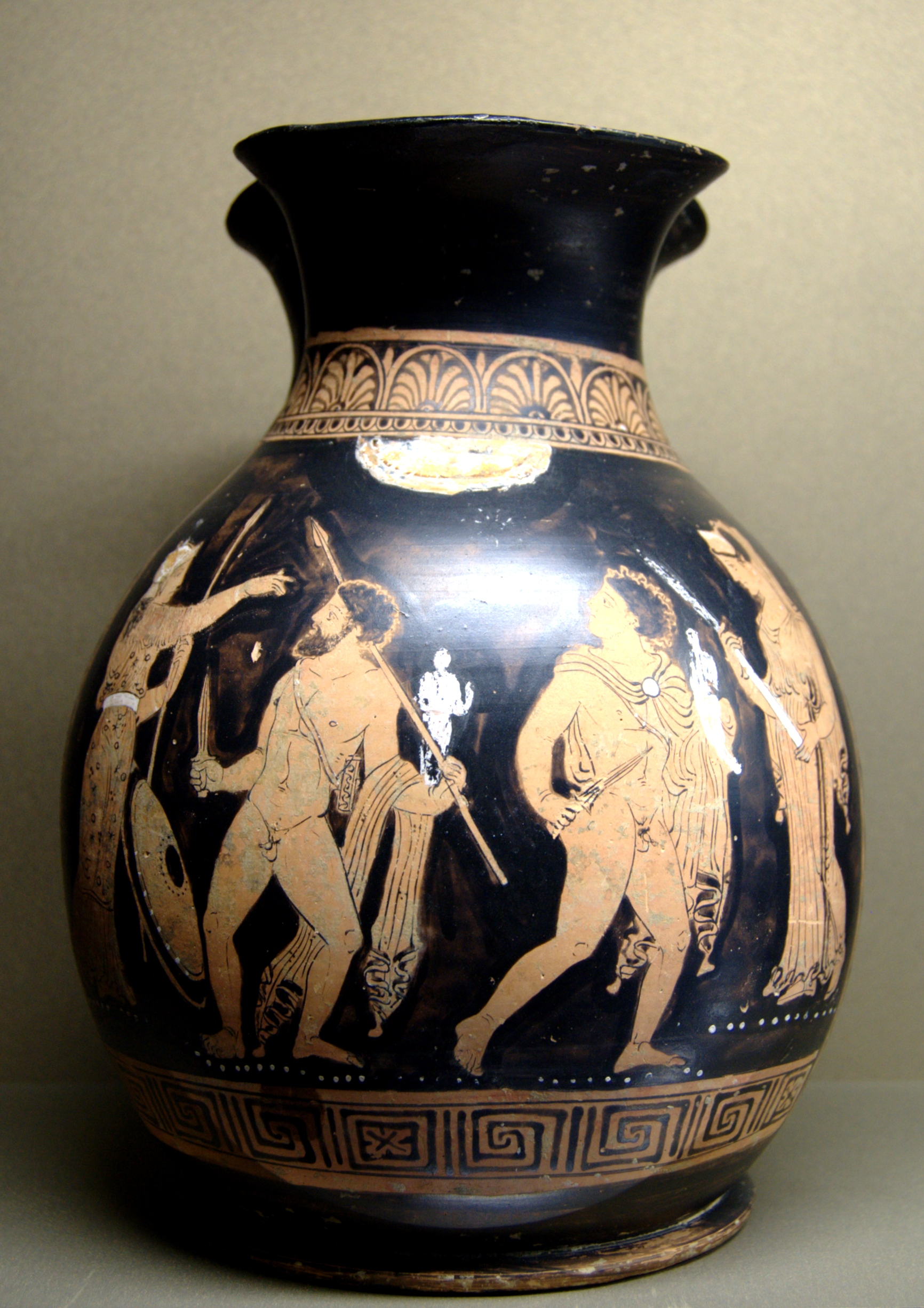
Одиссей и Диомед похищают палладий с Трои, ойнохоя одного из представителей школы Вазописца Илиуперса, Лувр

Вазописец Илиуперса — анонимный греческий вазописец, работал в Апулии в 4 веке до н. э. в краснофигурной технике, в начале эпохи «роскошного стиля».
Его условное название происходит от именной вазы — кратера с волютами в Британском музее с изображением Илиуперса (греч. Ἰλίου πέρσις — Разрушение Трои).
Вазописец Илиуперса следовал традиции Дижонского вазописца, однако сам внес несколько инноваций в технику апулийской вазописи. Так, он первым начал изображать погребальные сцены, положив начало производству наисковых ваз; вазописец Илиуперса ввел традицию волнистой росписи нижней части ваз, а также изобрёл особые волюты для ручек кратеров с изображением лиц. Основными мотивами работ мастера были мифологические и дионисийские сцены, а также жанровые сцены с Эротом, мужчинами и женщинами.
Всего вазописцу Илиуперса приписывают около 100 работ. Это был один из первых художников, начавших добавлять в роспись белый и желтый цвета. Иногда он также использовал красный и коричневый. Среди наиболее известных соавторов и коллег по мастерской вазописца Илиуперса был вазописец Афин 1714. Многие наследники продолжали его традиции, включая вазописца Дублинской ситулы.